# Algodões
Algodões é um distrito do município de Quijingue (Bahia), localizado a mais ou menos 22 km de Quijingue e aproximadamente 311 km da capital Salvador. fundado em 1988 Pela lei estadual nº 4040, de 14 de maio de 1982, é criado o distrito de Algodões (ex-povoado) e anexado ao município de Quijingue e que possui sua própria área distrital. conta com uma população de aproximadamente 12.000 pessoas. Faz divisa com a cidade de Euclides da Cunha - BA

## História
O Distrito foi criado em 1988 e anexado ao município de Quijingue.
Algodões nasceu por volta de 1802 com a chegada dos tropeiros que sempre passavam por essa região. Quando um deles um dia resolveu ficar e trazer toda sua família. Este chamava-se Sebastião José de Abreu, que trazia consigo em seu transporte (animal) uma imagem do santo que tinha o seu nome, São Sebastião.
Ele, um tropeiro, homem que vivia de transportar alimentos das cidades maiores para as menores, para comercialização, encantou-se pelo clima, e resolveu instalar-se com toda sua família.
Tempos depois, surgiu a necessidade de dar um novo nome ao sítio, e por ter uma plantação de algodão na região, foi-se então chamada desde sempre de Algodões. algodões esta entre os distritos a serem emancipados na bahia e o seu povo vem lutando para que esse dia aconteça.

## Povoados
Esses povoados fazem parte da economia dessa localidade ajudando a fortalecer o comércio local.
- Terra branca
- Queimadas
- Baixa da luva
- Lagoa dos cagados
- Sitio salgado
- Ouricuri
- Maceté
- Tatu
- Rio grande
- Lagoa do capim grosso
- Santa rita
- Pedrento
- araticum
- pascoal
- lagoa grande
- lagoa do junco
- baraunas
- salgadinho
- pau de rato
- tanque do rumo
- tabua
- cazabu
- lagoa da pedra
- lagoa do mato

e entre outras pequenas localidades.

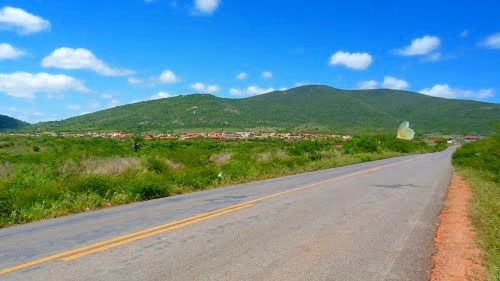
Algodões

## Economia
As receitas municipais proveem basicamente do setor agrícola, da pecuária, avicultura e do comércio popular.
- Na agricultura destaca-se a produção expressiva de feijão, milho e mandioca.
- Na pecuária os maiores rebanhos são de bovinos, suínos, caprinos e ovinos.
- Na avicultura destaca-se a produção de galináceos.

## Turismo
Em Algodões podem ser encontrados alguns ponto turísticos,serra do tigre estão entre os lugares de visitação local,e sua festa do padroeiro são sebastião no dia 20 de janeiro.

### Bioma
- Caatinga

### Rodovias
- BR 116
- BA 381